# Silkroad Online
Silkroad Online, også kendt som SRO (Koreansk: 실크로드 온라인), er et gratis MMORPG (computerspil) udviklet af det sydkoreanske firma Joymax, og blev udgivet som beta version d. 11. november 2005. En stor del af spillets baggrund er bygget på den historiske Silkevej. Til forskel for andre MMORPGer er spillet dog centreret om at handle med varer.
Silkroad Online er bygget på Kinas handelshistorie på Silkevejen, et historisk netværk af handelsruter i Asien. Spillet forsøger at gengive Silkevejen i en mindre størrelse, hvor den er realistisk men samtidig også indeholder fantasy-elementer som magiske evner.
| computerspil | Spire Denne computerspilsrelaterede artikel er en spire som bør udbygges. Du er velkommen til at hjælpe Wikipedia ved at udvide den. |